# Фриолцхајм
Фриолцхајм (њем. Friolzheim) општина је у њемачкој савезној држави Баден-Виртемберг. Једно је од 28 општинских средишта округа Енцкрајс. Према процјени из 2010. у општини је живјело 3.705 становника. Посједује регионалну шифру (AGS) 8236019.

## Географски и демографски подаци
Фриолцхајм се налази у савезној држави Баден-Виртемберг у округу Енцкрајс. Општина се налази на надморској висини од 453 метра. Површина општине износи 8,5 km². У самом мјесту је, према процјени из 2010. године, живјело 3.705 становника. Просјечна густина становништва износи 434 становника/km².